# Кочержук Мирослава Володимирівна
Мирослава Володимирівна Кочержук (27 серпня 1963, Коломия, Івано-Франківська область, УРСР) — коломийська краєзнавиця, наукова співробітниця Музею історії міста Коломиї, членкиня Національної спілки краєзнавців України.

## Життєпис
Народилася Мирослава Кочержук 27 серпня 1963 року в Коломиї. Упродовж 1970—1980 років навчалася в Коломийській середній школі № 1, а також у художній школі, яку закінчила в 1978 році. У 1980—1985 роках здобувала освіту на архітектурному факультеті Львівського політехнічного інституту.
Упродовж 1985—1990 років працювала архітекторкою Чернівецького обласного державного музею народної архітектури та побуту та в Центрі архітектури та дизайну «Дельта» у Коломиї.
Із жовтня 1990 року — наукова співробітниця Музею історії міста Коломиї, із 2024 року — заступниця його директора.
Упродовж 1990-х років підготувала низку передач на коломийському радіо та телебаченні, також переклала з польської мови уривок книжки Каміля Баранського «Колишні воїни, хлібороби, хасидисти…»
У 1997 році разом з Іваном Монолатієм та Марією Двилюк провела першу історико-меморіальну експедицію Відділу науково-дослідницької роботи Музею історії міста Коломиї «Некрополі Коломиї».
У 1999 році взяла участь у проекті Європейського Союзу з дослідження європейських традицій на заході України, результатом якого стала виставка про німецькі поселення в Коломиї та путівник «Завітайте в Українські Карпати».
У середині 2000-х років створила серію краєзнавчих досліджень у другому томі збірнику споминів і статей «Коломия й Коломийщина», виданому у 2008 році. Також вона є членкинею редакційної колегії «Енциклопедія Коломийщини».
У 2008 році спільно з Миколою Васильчуком переклала з польської на українську краєзнавчу працю Леопольда Вайгеля «Нарис про місто Коломию».
У 2011 році видала велику краєзнавчу працю «Українська державна гімназія в Коломиї 1892—1944 рр.» у серії «Коломийська бібліотека». У тому ж році уклала передмову до комплекту листівок «Роман Кочержук. Графіка» та історичні довідки до альбому «Коломия» з нагоди 770-річчя першої літописної згадки про місто.
У 2016 році стала авторкою краєзнавчих статей для мистецького альбому «Коломия — наше місто: каталог листівок».
У 2020 році взяла участь у програмі «Мандри Країною з Лілією Рубан», де розповіла про історію Коломиї.
У 2022 році спільно з Богданом Волошинським видала працю про коломийського есперантиста Ореста Кузьму «Українська зірка Коломийського есперантиста».
13 червня 2024 року спільно з 
Іллею Криворучком видала першу частину книги «Про що мовчать коломийські будівлі» у 41-й серії «Коломийська бібліотека». 21 лютого 2025 року вона була визнана як «Краща краєзнавча книга 2024 року» у номінації «Урбаністика» серед краєзнавчих видань Прикарпаття.
У 2025 році стала одним із творців інтелектуальної гри про історію Коломиї «Секрети коломийської ратуші».

## Краєзнавчі праці
- Вайгель Леопольд. Нарис про місто Коломию / Передмова М. Савчука; Передмова М. Васильчука; переклад з польської М. Васильчука, М. Кочержук. — Коломия: Вік, 2008. — 120 с. : ISBN 966-550-219-0
- Мирослава Кочержук. Українська державна гімназія в Коломиї (1892—1944 рр.) / Коломия: Вік, 2011. — 304 с. : ISBN 966-550-188-7
- Богдан Волошинський, Мирослава Кочержук. Українська зірка Коломийського есперантиста / Івано-Франківськ: Лілея-НВ, 2022. — 96 с. : ISBN 978-966-668-563-9
- Ілля Криворучко, Мирослава Кочержук. Про що мовчать коломийські будівлі. Частина перша / Коломия: Вік, 2024. — 304 с. : ISBN 966-550-248-4

## Нагороди
- Відзнака «За подвижництво в культурі Прикарпаття» (2005)[19]
- Грамота міського голови (2024) — за сумлінну працю, вагомий внесок у розвиток галузі культури Коломийської міської територіальної громади та з нагоди Всеукраїнського дня працівників культури та майстрів народного мистецтва[20]